# 療術
療術（りょうじゅつ）とは、明治末頃から市井に出現した民間療法であって、指圧・カイロプラクティック・オステオパシー（後ろ二つはアメリカから伝来）などの手技療法、電気療法、光線療法、温熱刺激療法などの手段を用いて治病の目的で業となす行為である。現在ではほぼ死語であり、一般的には使われていない。
なお「民間療法」は、戦前の昭和期から広く使われるようになった言葉で、通常医療に含まれない「療法」群を指すもので、健康術（体制の容認しない医学システムを用いた健康法で、一つの体系を持っているもの）や健康法（健康術よりずっと単純なもの）、呪術的療法をその内容とする。

## 概要
療術は、明治末期（1900年前後）から昭和初期（1930年前後）に隆盛し、「お手あて」（手当て療法）、「プラーナ療法」、「カイロ整体」、「紅療法」などと呼ばれるものがあった。免許給付の法律もなく、昭和期まで公から見ると野放しの状態であった。霊術・療術の代表的な人物として、江間俊一（1861-1933）、松本道別（1872-1942）、田中守平（1884-1929）、高橋迪雄（生没年不詳）、野口晴哉（1911 - 1976）などがいた。
催眠術の原型となったメスメリズム・催眠術と日本の呪術文化が融合して生まれた霊術や、メスメリズムや催眠術、暗示などを用いる精神療法と関係しながら広く行われたが、大正期までは療術より霊術のほうが優勢であった。霊術の歴史を研究する井村宏次は、1930年（昭和5年）には、非合理医術界は (1)療術系、(2)霊術系（精神療法を含む）、(3)二つを併用する一派に大別されていたと述べている。療術を用いる霊術家も少なくなかった。
霊術には西洋近代医学による正規の医療に足りない部分を補完する面があり、大正期には当局から黙認されていた。霊術が大ブームになったことで山師的霊術家たちが排出され、誇大広告や詐欺的行為、子供だましの施術が横行した。こういった山師的な面が民衆に知られ規制も厳しくなり、霊術は下火となった。霊術家の一部は療術家に看板を書き換え、療術でも霊術の精神が引き継がれて誇大広告などが行われた。医師会識者たちは、施術内容の医行為との抵触、非衛生的施術、誇大広告による医療への妨害などの問題から療術を批判し、1930年（昭和5年）には、療術を行うには届け出が必要であること、広告の制限などを含む警視庁令が出され、1947年（昭和22年）には療術など民間療法は禁止された。これを受けて療術を守るために同年全国療術協同組合(現・全国療術師協会=全療協)が結成された。1955年時点で全療協に所属する療術師は1万3000人を数えた。規制が厳しくなると、多くの療術家が健康法の指導者に変わり、昭和初期の健康法ブームでは、自らが考案した健康法を掲げてデビューした。「西式健康法」、「玄米食による健康法」など、一部が現在まで続いている。現在国家資格のある「指圧」は、明治から昭和初期に健康術の一つとして発展したものであった。1960年（昭和35年）の「あん摩師、はり師、きゆう師及び柔道整復師法違反事件」への判決を根拠に療術は黙認されるようになった（参考：医療類似行為#その他の医業類似行為が増えた背景）が、療術という言葉は使われなくなっていった。

## 歴史的背景
療術は健康法と関係が深いが、井村は、明治期の健康法は二期に分けて考えられるとしている。
- 明治第一期：日本の有史以来明治に至るまでの治病に関する知の集積
  1. 呪術的療法
  2. 薬草療法
  3. その他理学的療法

1874年（明治7年）に明治政府は医療を漢方から近代医学（西洋医学）に切り替え、漢方医だけでなくはり・きゅう・按摩なども非正規の医療となった。
- 明治第二期：第一期の民族の底流的な健康法を踏まえつつ、明治政府の近代医学のみが唯一正当な医学システムであるとする強引な政策を反映した科学的および疑似科学的な健康法の時代。
- 大正期：明治政府の政策に対するカウンターとしての精神的・霊的健康法の隆盛。
- 昭和期：精神的・霊的健康法の行き過ぎに対して行政が協力に介入した時代（1947年〈昭和22年〉には療術など民間療法が禁止された[3]）。その結果次の3つに分裂した。
  1. 新宗教に逃げ込んだ精神的・霊的治療の部分
  2. プロ療法家の担う療術的治病法の部分
  3. 素人(一般人）にも実践可能な健康法

井村は、現代の「健康法」という言葉が指す領域には、この3部分を大部として1や2が混入しているとみてよいであろうと述べている。また井村は、健康法の歴史を心得ておけば、現代健康法に作用している中国医学や海外の非正統的医学などの外来的要素を見分けることもでき、健康法・民間療法をいたずらに「奇跡視」することで生じやすい重大な病気の見落としや、適切な時に適切な医学的検査・治療を受けないことによる手遅れなども回避できると注意を喚起している。

## 関連文献
- 江間俊一 『江間式心身鍛練法』（復刻版）、八幡書店、2002年。
- 高木一行 『奇跡の超能力開発法太霊道―超人霊術家・田中守平があみだした驚異の秘術』 学研マーケティング、1988年。
- 高橋迪雄 『正體術矯正法』（復刻版）、たにぐち書店、1985年
- 田中守平 『太霊道及霊子術講授録』 上下巻（復刻版）、八幡書店、2001年
- 松本道別 『霊学講座』（復刻版）、八幡書店、1990年